# Chinattus undulatus
Chinattus undulatus là một loài nhện trong họ Salticidae.
Loài này thuộc chi Chinattus. Chinattus undulatus được Da-xiang Song & Jian-yuan Chai miêu tả năm 1992.